# Эрик, Пауль
Пауль Эрик (эст. Paul Erik; 1886—1978) — эстонский деятель лесного хозяйства.

## Биография
Родился 5 августа 1886 года в деревне Kurukse прихода Lelle Перновского уезда Российской империи и был одиннадцатым ребёнком в семье Mart Erik и его жены Mari Erik.
Учился в местной приходской школе и затем в Ревельском городском училище.
В 1908 году его старший брат Юхан пригласил Пауля на Дальний Восток, где Юхан служил штабс-капитаном 3-го Восточно-Сибирского стрелкового полка в Никольске-Уссурийском (ныне Уссурийск) под Владивостоком. Здесь Пауль учился в Хабаровском реальном училище и затем стал матросом, чтобы продолжить обучение во Владивостокском морском училище. Однако в 1909 году в Никольске-Уссурийском была открыта лесная школа для управления таёжными лесами, куда перешел Пауль Эрик и в течение двух лет изучал предметы, связанные с измерением земель и топографией.
В 1911 году Пауль Эрик начал работать в качестве геодезиста и был назначен в лесной департамент на Дальнем Востоке. В его ведении была обширная территория между побережьем Японского моря и хребтом Сихотэ-Алинь. Уйдя из лесного ведомства, работал геодезистом-топографом в Уссурийском крае и других районах Дальнего Востока.
С началом Первой мировой войны Пауль Эрик был мобилизован и направлен в Иркутское военное училище для обучения на прапорщика. По его окончании вернулся в Эстонию и вступил в 1917 году в Народную армию. С началом немецкой оккупации, в 1918 году он отправился на Украину и работал землемером в Киеве и управляющим лесной усадьбы на Волыни. В конце 1918 года Эрик снова вернулся в Эстонию, вступил в армию и был назначен топографом штаба 3-й дивизии. В июне 1919 года он был ближайшим помощником Николая Реэка, адъютантом оперативной части. Осенью 1919 года он стал лейтенантом, был офицером пограничной охраны и старшим командиром в Генштабе.
В 1920 году перешел на гражданскую службу в государственном департаменте лесного хозяйства Эстонии. Работал в лесных округах: Audru (1920—1934), Alatskivi (1934—1939), Väätsa (1939—1941) и Kastre (1941—1951). В 1951 году Пауль Эрик был арестован и, как большинство лесных чиновников Эстонии, был приговорен к тюремному заключению. В 1953 году, после смерти И. В. Сталина, был амнистирован. Несколько лет проработал в Пярнуском лесопромышленном цехе и в 1957 году вышел на пенсию.
Умер 11 июня 1978 года в Тарту, похоронен на городском кладбище Раади.
Был награждён в апреле 1920 года Крестом Свободы 1-го класса 3-й степени.
Пауль Эрик был автором ряда трудов о работе в лесных хозяйствах Сибири, Дальнего Востока и Эстонии (на эстонском языке):
- 1924 год — «Ootamata võõras», «Karujaht».
- 1927 год — «Pardi - ja hanejaht Amuri kallastel».
- 1929 год — «Metssigu jälgima».
- 1930 год — «Mälestusi riigimetsa teenistusest Ida-Siberis», «Metsad tõusku talumaadel», «Kirjatäht suretab».
- 1931 год — «Mälestusi riigimetsateenistusest Ida-Siberis Hehtsiiri mägestikus», «Jaht tiigri peale».
- 1932 год — «Mälestusi riigimetsateenistusest Ida-Siberis», «Põdrajaht Ida-Siberis».
- 1933 год — «Metsad põlevad», «Vana Sanglepp», «Keisri velled».
- 1934 год — «Talisman», «Kas tunned maad, mis Peipsi rannalt…?», «Meie kodumaa massiivsemaid metsi», «Raudmees».
- 1937 год — «Kahekordsed preemiad», «Karud Alatskivi metskonnas».
- 1938 год — «Raieringid meie kuusemajandustes», «Puitainete väärtuse tõus ja talude metsad», «Neli püssi».